# آرثر ريتشاردسون
آرثر ريتشاردسون (بالإنجليزية: Arthur Richardson)‏ (15 يناير 1913 بويغان في المملكة المتحدة - 1 يناير 1993) هو لاعب كرة قدم بريطاني (وحمل سابقاً جنسية المملكة المتحدة لبريطانيا العظمى وأيرلندا) في مركز الهجوم. لعب مع نادي بيرنلي ونادي تشيسترفيلد.